# Carl H. Eigenmann
Carl H. Eigenmann (Flehingen, Oberderdingen, Karlsruhe, 9 de marzo de 1863 - San Diego, 24 de abril de 1927) fue un ictiólogo estadounidense nacido en Alemania, quien junto con su esposa, Rosa Smith Eigenmann, describió por primera vez muchos de los peces de Norteamérica y Suramérica.
A la edad de 14 años se fue a vivir en Rockport (Indiana). Un par de años después ingresó en la Universidad de Indiana, donde estudió con David Starr Jordan. Eigenmann se graduó como Licenciado en 1886 y poco después fue a vivir a California, donde conoció a Rosa Smith, conocida por sus trabajos sobre los peces de la costa oeste. Se casaron el 20 de agosto de 1887 y se trasladaron a la Universidad de Harvard, donde estudiaron las colecciones recolectadas por Louis Agassiz y Franz Steindachner y publicaron juntos una serie de artículos.
Los esposos se fueron a vivir a San Diego (California) en 1888, donde él trabajó como curador de una sociedad de historia natural y contribuyó en la fundación del Laboratorio Biológico de San Diego. Obtuvo el doctorado de la Universidad de Indiana en 1889 y ocupó la cátedra de Zoología en 1891. En 1892 el famoso científico Albert C. L. G. Günther financió la primera expedición de los Eigenmann, por Norteamérica, para recolectar especies. Las siguientes expediciones se centraron en los peces ciegos y salamandras de las cuevas en Indiana, Texas, Misuri y Cuba.
Después de visitar la Universidad de Freiburg entre 1906 y 19077, en 1908 Eigenmann llegó a ser decano de la escuela de graduados de Indiana. El mismo año obtuvo el patrocinio del Carnegie Museum para viajar a Suramérica y en septiembre de 1908 se inició la Guayana Británica. Regresaron con 25.000 especímenes, lo cual resultó en la descripción de 128 nuevas especies y 28 nuevos géneros. Luego viajó por Colombia (1912) y por los Andes (1918). Rosa continaba colaborando con su trabajo científico en Indiana, pero con menos intensidad debido al cuidado de sus cinco hijos, especialmente de una hija discapacitada.

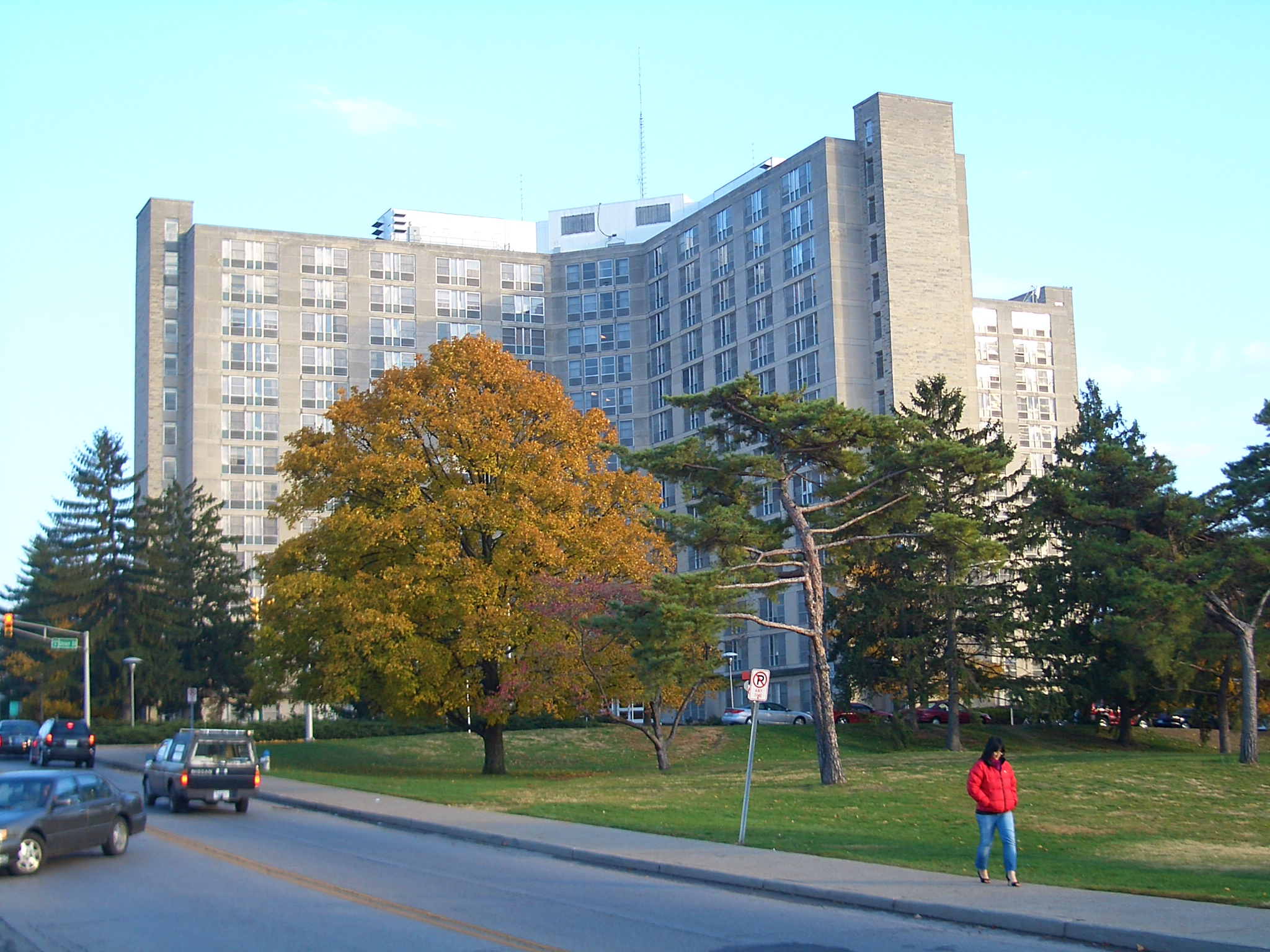
Carl H. Eigenmann Hall, Indiana University, Bloomington

Carl Eigenmann dedicó sus últimos años a escribir informes científicos sobre sus expediciones y ayudar a sus colegas jóvenes a organizar nuevas expediciones. Fue designado miembro de la Academia Nacional de Ciencias de Estados Unidos en 1923. En 1927 sufrió un derrame cerebral , falleciendo poco después.
En 1970, un nuevo edificio de residencias estudiantiles en la Universidad de Indiana recibió el nombre de Carl H. Eigenmann.